# Slovenske gorice
Slovenske gorice neboli Slovinské kopce jsou krajinná oblast na severovýchodě Slovinska, s plochou něco přes 1000 km² jde o nejrozsáhlejší slovinskou pahorkatinu. Prostírají se východně od Mariboru mezi řekami Murou a Drávou, na severu sahají k hranicím s Rakouskem a na jihovýchodě přesahují do chorvatského Mezimuří. 
Historicky jsou součástí Štýrska, podle současné slovinské regionalizace jsou rozděleny mezi Podrávský a Pomurský region. Geograficky se dělí na část západní (Zahodne Slovenske gorice) a východní (Vzhodne anebo Ljutomersko-Ormoške Slovenske gorice, také nazývány Prlekija). Vrcholy zde vesměs dosahují nadmořské výšky 300 až 400 m, nejvyšší je na jihozápadě Grmada (462 m).
Pro region je typické poměrně kontinentální subpanonské podnebí s teplými léty a studenou zimou. Množství ročních srážek dosahuje až 1000 mm/m².
Oblast je venkovská, zemědělská, s významným vinařstvím.  Podle údajů z roku 1991 zde žilo 92 320 obyvatel. Od té doby dochází k mírnému poklesu počtu obyvatel. Regionálním středisky jsou na západě Lenart a na východě Ljutomer. Větší města (Maribor, Ptuj) se nacházejí na vnějším okraji Slovenských goric.